# Devinn Lane

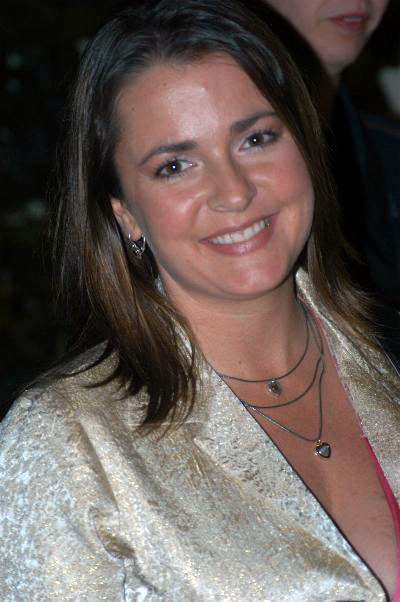
Devinn Lane (2005)

Devinn Lane (* 28. März 1972 in Newport Beach, Kalifornien als Cherilyn Tracell McCarver) ist ein Fotomodell und eine Pornodarstellerin, -regisseurin und -produzentin.

## Karriere
Lane begann ihre Karriere in den 90er Jahren als Fotomodell für Penthouse. Sie war Penthouse Pet of the Month im Oktober 1999. Als Pornodarstellerin arbeitete sie in den ersten drei Jahren ausschließlich in Szenen mit Frauen. Ihr Debüt in einer Boy-Girl-Szene gab sie in dem Film Devinn Lane Show #5: Save The Best For Last, bei dem sie selbst Regie führte.
Ihr erstes Projekt als Produzent, der Film Beautiful/Nasty, erhielt im Jahr 2002 eine AVN Nominierung für „Best All Girl Feature“. Seitdem hat Lane 2003 den AVN Award als beste Darstellerin im Film Breathless von Michael Raven erhalten und eine Nominierung als „Best Supporting Actress“ für ihre Rolle in Turning Point von Jonathan Morgan sowie eine Nominierung als „Female Performer of the Year“. Lane erhielt 2004 Nominierungen in den Kategorien „Best Actress“, „Best Supporting Actress“, und „Female Performer of the Year“. Zu den bekanntesten Filmen mit Lane zählt die Science-Fiction Parodie Space Nuts, der Science-Fiction-Porno Euphoria und Beautiful.
Lane wurde von Steve Orenstein bei einem Auftritt in der Howard Stern Show des Fernsehsenders E! Channel entdeckt. Kurz danach wurde ihr ein Exklusivvertrag bei Wicked Pictures angeboten.

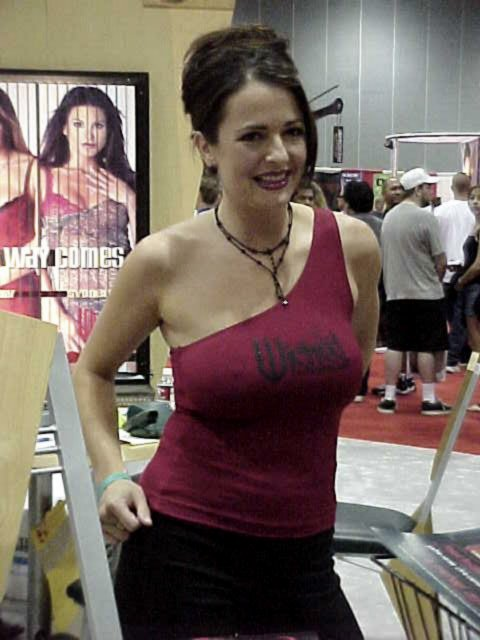
Devinn Lane bei der AVN Expo 2001

Sie war Werbegesicht für Third Rail Clothing, spielte in dem Mainstream-Film The Girl Next Door und hielt Vorlesungen über die menschliche Sexualität. Sie war auch Model für das Mercedes-Benz-Lifestyle-Magazin Benzo.
Lane drehte ihren ersten Film als Regisseurin mit The Devinn Lane Show, Episode 1: The Forbidden Zone und war auch als Regisseurin für Shane’s World tätig.
Auf dem Pay-TV-Sender Playboy TV läuft eine Reality-Soap à la „Big Brother“ namens 7 Lives Xposed, bei der Devinn als Gastgeberin fungiert; sie lebt dort mit sechs anderen Mitbewohnern beiderlei Geschlechts in einem weiträumigen Beverly Hills-Loft und entscheidet mit Besuchern einer entsprechenden Website, wer jeweils weiter dort wohnen kann und wer gegebenenfalls ausgewechselt wird.

## Auszeichnungen
- 2001: AVN Award Best Solo Sex Scene (In Style)
- 2003: AVN Award Best Actress (Breathless)

## Fernsehauftritte
- 1999: in The Howard Stern Radio Show
- 1999: in The Helmetcam Show
- 2000: in The Helmetcam Show
- 2000: in The Man Show (Folge Wheel of Destiny)
- 2001: in Howard Stern
- 2001: in Thrills (Folge A Most Dangerous Desire)